# Altäre der Kaisersteinbrucher Kirche

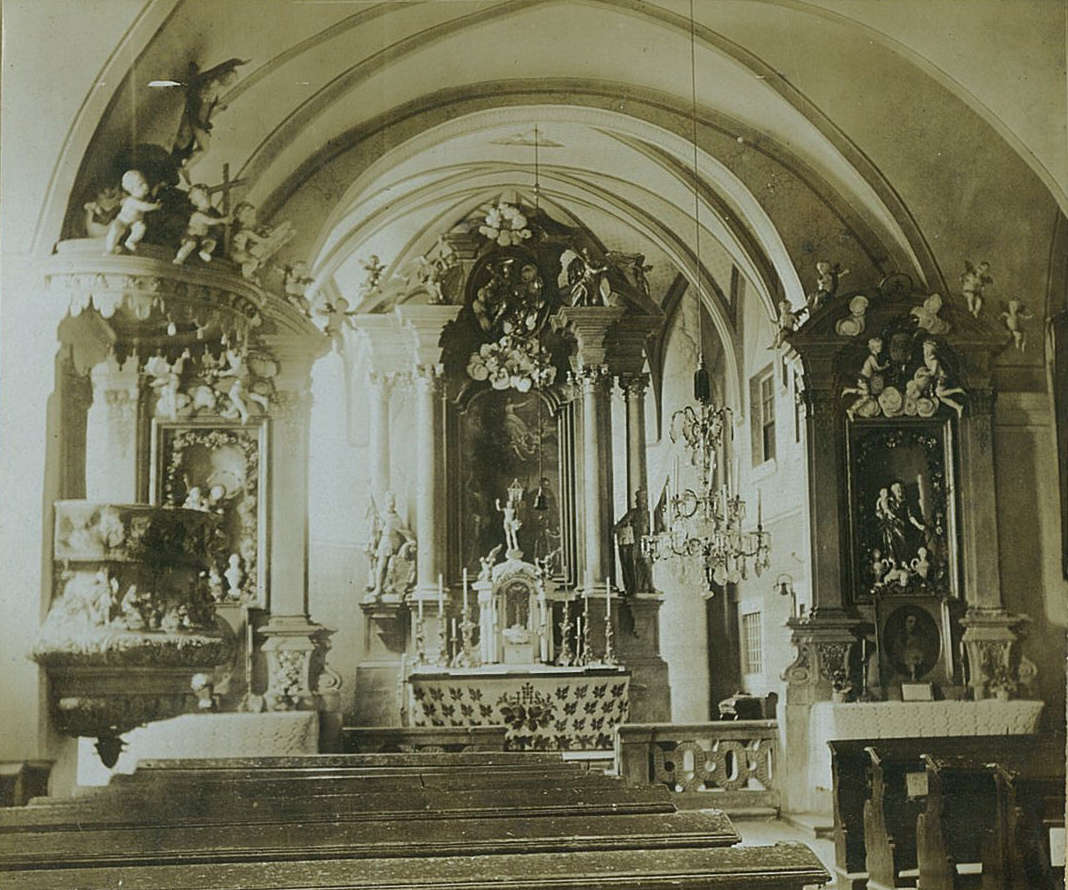
Altarraum 1924, historisch, einzig die Architektur des Hochaltares ist erhalten

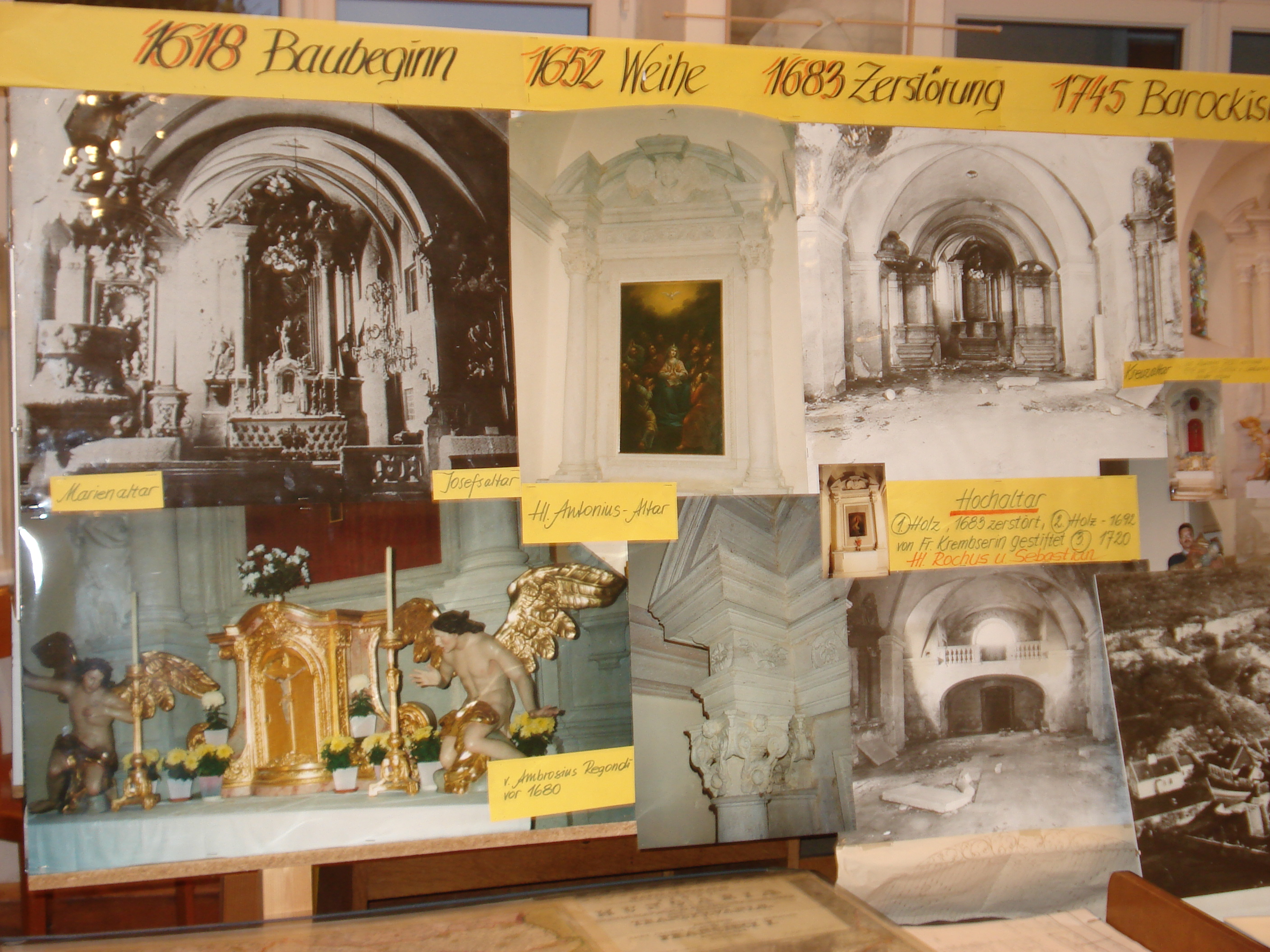
Dokumentation der Kirche im Steinmetzmuseum Kaisersteinbruch, Fotos von 1955 dokumentieren das Ausmaß der Zerstörung, sämtliche Altäre waren beschädigt, all ihres Schmuckes beraubt

Die Altäre der Kaisersteinbrucher Kirche wurden von Meistern der Steinmetzbruderschaft errichtet und gestiftet. Sie bestehen aus dem harten, weißen Kaiserstein.
Dem Innenraum der Kaisersteinbrucher Kirche geben die Steinaltäre das Gepräge. Sie sind Erzeugnisse hoher Steinmetzkunst und tragen die Namen der Künstler, voran den des Elias Hügel, der 1720 den Hochaltar, 1738 den Altar in der Seitenkapelle schuf. Die Statuen sind bis auf Reste zugrunde gegangen, die sich heute in der Pfarrkirche von Purbach befinden.

## Ausstellungshalle für sakrale Plastik
Die 1618 erbaute Zunftkirche des „Ehrsamen Handwerks der Steinmetzen und Maurer“ bot sich als Ausstellungshalle für sakrale Plastik an. Hier gestalteten einige Steinmetzen und Bildhauer, die schon mit großen Namen der Architektur – Johann Bernhard Fischer von Erlach, Johann Lucas von Hildebrandt, der Malkunst – Martino Altomonte, oder Skulptur – Lorenzo Mattielli, Giovanni Giuliani, Spuren barocker Kunst hinterlassen hatten – vier Beispiele ihres Könnens, von der Mitte des 17. Jahrhunderts bis zur 1. Hälfte des 18. Jahrhunderts. In ihrer Kirche hatten sie ihrem Schaffen freien Lauf gelassen, da standen sie nicht mehr unter der Beeinträchtigung großer Architekten. Natürlich beeinflussten die Arbeiten an der Karlskirche, Hofbibliothek, … die Werke, die diesmal in und für die Provinz geschaffen wurden.

## Regondi-Altar

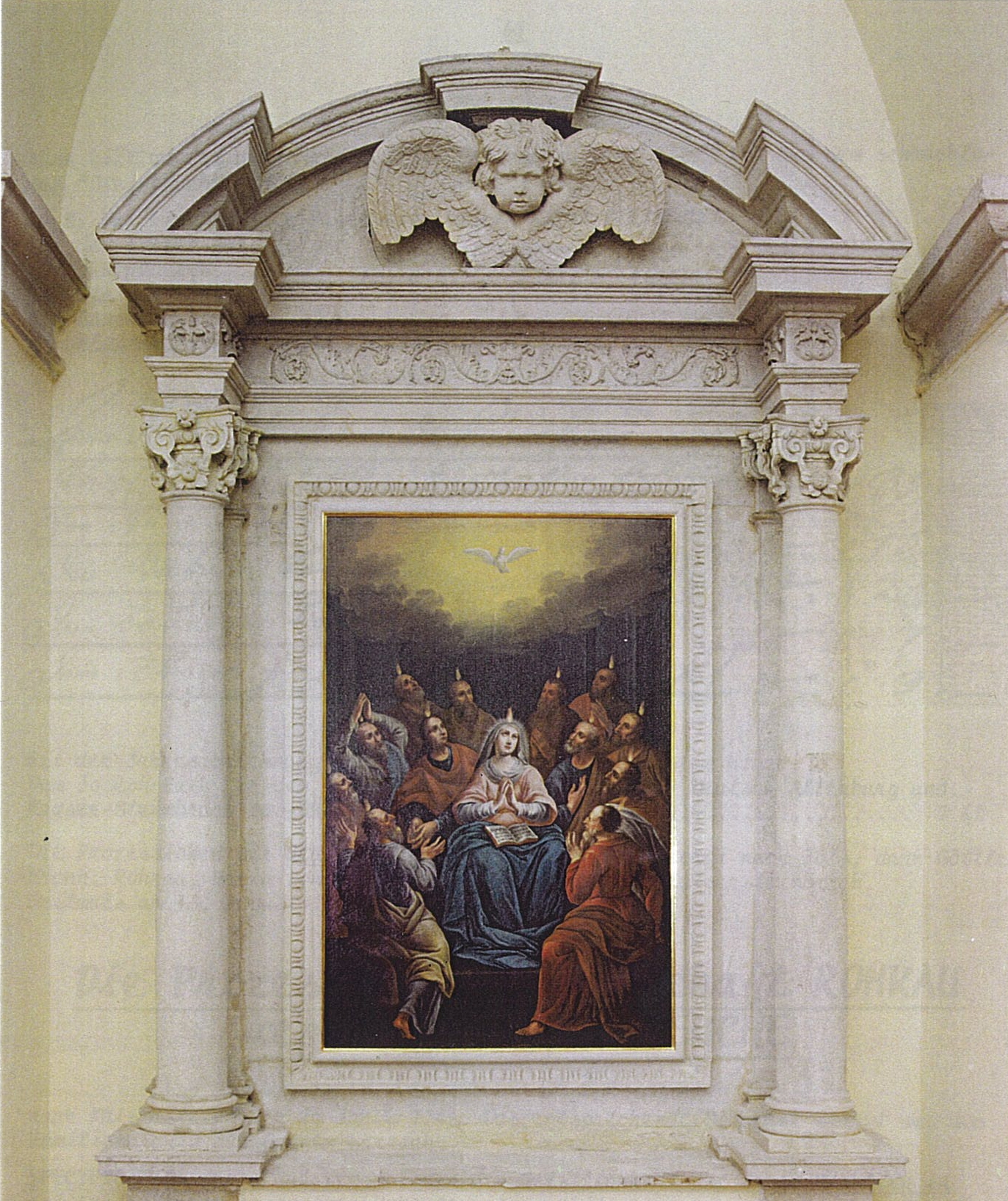
Regondi-Altar mit dem Bild „Pfingstwunder“

Abt Raymundus Regondi

Der linke Seitenaltar, der älteste von allen, ist ein Antonius-Altar. Er stammt noch aus der ersten Kirche, die 1652 geweiht und 1683 im Türkenrummel schwer beschädigt wurde. Errichtet wurde er 1653 von den Brüdern Ambrosius und Giorgio Regondi, in jenem Jahr übernahm Ambrosius Regondi nach Pietro Maino Maderno das Richteramt. Damit beteten die Mitglieder der Familie Regondi vor ihrem eigenen Altar, das waren später der Abt des Stiftes Altenburg Raymundus Regondi, Sebastian Regondi, dessen Sohn Johann Baptist.
Es gibt keine Darstellungen und Berichte über das ursprüngliche Aussehen des Altares.
Die Kunsthistorikerin Ana-Maria Altmann: „… Bei einer Gesamtbetrachtung hinterlässt die Masse dieses Altares, im Vergleich zu den übrigen drei Altären, einen schweren, plumpen Eindruck. Er weist eine frühbarocke Komposition auf, die an die norditalienischen Strukturen des Stils erinnert. Die Scharpante ist rigoros und es fehlt an Dynamik. Eine leicht profilierte Fläche ist flankiert von je zwei quadratischen schmalen Sockeln, auf denen die aneinandergereihten Voll- und Halbsäulen stehen. Die Sockel und Kapitelle sind in einer mit Mühe gewagten perspektivischen Reihung konzipiert.“
„Die frontale Breite ermöglicht unserem Blick die volle Konzentration dem Geschehen in dem Bild zu widmen. Dessen Umrahmung besteht aus einem Profil mit Oven-Ornament (-Eierstab). Der Basis der Säulen mit ihrem klassischen Tor, Skotia, Astragal-Profil erinnert an die ionische Säuleon. Die Säule selbst ist glatt. Der Säulenhals schließt mit einem leicht profilierten Ring ab. Oberhalb des Ringes finden wir ein Gebilde, das zu beiden Seiten vorquillt und als kräftig geschwungene, spiralförmige Schnecke endet. Es bildet sich die Volute, ein Volutenkapitell. Zwischen den Voluten hängen wuchtige Äpfel, umgeben von stark profilierten offenen Blumenblättern, die durch Schleifen befestigt sind.“
„Die erste Rundung der Voluten ist von einem halben darüberhängenden Akanthus-Blatt überdeckt. Zwischen den Voluten am Säulenkörper erkennt man eine schmale Reihe Perlen-Dekor, über der sich eine breite Reihe Oven Ornamente befindet. In der Mittelachse des Kapitells, am Abakus (Deckplatte über dem Kapitell) zwischen den Voluten, befindet sich wie ein Knopf gemeißelt, die unterhalb dargestellte Blume – diesmal aber geschlossen.“
„Die Säulen sind durch einen Architrav verbunden, dessen fast zu zierliche Dekoration stellt ein Fries dar. Dieser besteht aus aneinander und gegeneinander rhythmisch gereihten Akanthusblattvoluten. In der Mitte des Frieses lacht uns ein Griffongesicht (Maskaron) entgegen. Am Ende des Frieses überrascht uns Regondi mit noch einer botanischen Einzelheit. Frontal erkennt man in den quadratischen Blöcken einen von Akanthusblättern umgebenen Eichelzweig. Auf der zum Bild gerichteten Seite der Blöcke erstaunen wir vor einem ländlichen Dekor eines Ringes mit Perlenmuster geschmückt, aus dem Tulpen herausragen.“
„Der Altar endet in einem – mit Vor- und Zurückprofilen – unterbrochenen Bogen, der wie ein in die Luft geworfenes Band aussieht. In diesem Tympanon (hier kreissegmentförmige Fläche) herrscht, nach unten blickend, mit kräftigen Flügeln und Putto-Gesicht – ein Engel.“
„Oberhalb des Bogens in der Mittelachse des Altares befand sich das Wappenschild der Familie Regondi. (ein Foto aus dem Jahre 1955 zeigt dies, heute nicht mehr erhalten) Die Künstler gestalteten das in Form eines Blasons, dessen Umriss die Gestalt einer Vase mit einem dicken Bauch und einem kurzen Hals zeichnet. (Schatten des Enblemes) Es ist zu erkennen, dass der Hals eine breite Volute ist, dass der Körper von Akanthusblättern umrahmt ist. Innerhalb des Wappens sieht man noch einen leicht profilierten Rahmen, in Form eines Eies, auf dessen Feld sich die drei Sterne als Zeichen der Familie Regondi befinden. Es ist als wichtiger Bestandteil dieses Altares zu betrachten.“
Durch die Bemühungen des Museums- und Kulturvereines Kaisersteinbruch und der Großzügigkeit des Dom- und Diözesanmuseums in Wien besteht seit 1994 als eine Dauerleihgabe das Bild Pfingstwunder. Der Maler ist nicht bekannt.

## Pery/Schilck-Altar

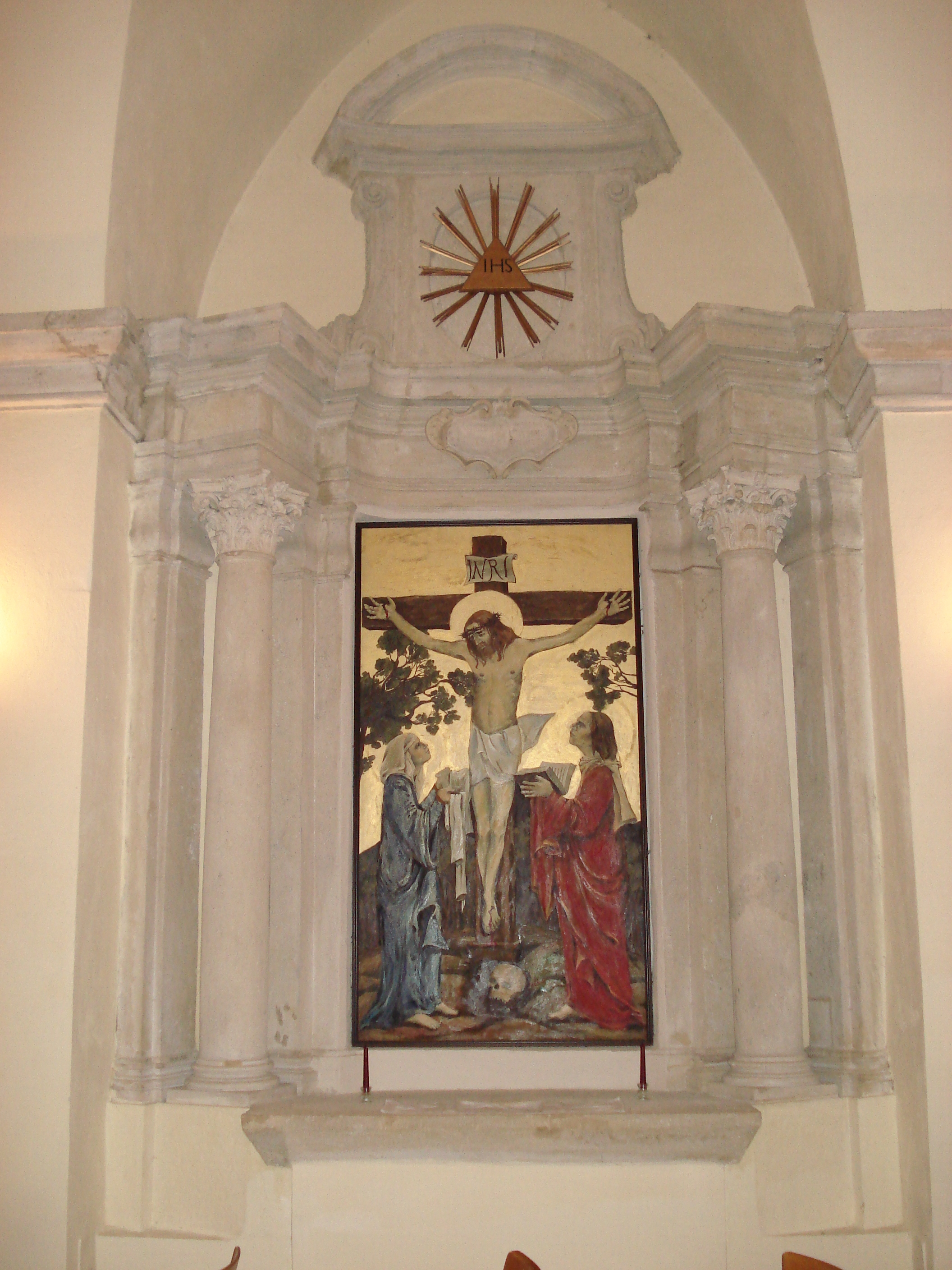
Pery/Schilck-Altar

Der rechte Seitenaltar – ein Kreuzigungsaltar – ist ein Werk des Steinmetz-Bildhauers Antonius Pery, um 1670, anlässlich der Meisterwürde und der Heirat mit Catharina, Tochter des Simone Retacco.
Nach kriegsbedingter, schwerer Beschädigung erfolgte 1717 eine Restaurierung durch den Schwiegersohn, den Steinmetzmeister und Richter Johann Paul Schilck. Er hatte 1700 Catharina Fuxin, Witwe des Richters Reichardt Fux geheiratet. Sie war eine Tochter von Antonius Pery und Anna Catharina Retacco.
Altmann: „… Unter dem rechten Nischenbogen baute Pery seinen Altar in klassischen barocken Zügen. Der Altar passt sich in diese Nische wie die Perle in der Muschel und zieht sich in die Höhe, ohne die Spitzen des Nischenbogens zu stören. Der Unterbau ist undekoriert und gilt als Stütze für die ganze Dynamik des Altares. Die zwei Säulen links und rechts sind von einer sehr leicht in geraden Winkeln profilierten Schale geschützt. Die Säulen gelten als Ornament und weisen vom Sockel – mit Tor, Skotia und Astragal – bis zum Kapitell hin, auf römische komposite Säulen.“
„Die Kapitelle mit meisterhaft bearbeiteten, übereinander wachsenden Akanthusblättern und Voluten, tragen das hohe Gesims. Der Architrav ist schlicht undekoriert bis auf den muschelförmigen Blason, der in der Mittelachse des ganzen Altares platziert ist.“
JOHANN PAUL SCHILCKH - ANNA CATHARINA SCHILCKHIN
1717
„Der obere Teil, die Krönung des ganzen Aufbaus hat früher links und rechts die Statuen der hll. Catharina und Barbara getragen. Jetzt sind sie Teil des Hochaltares. Im oberen Bereich baute Pery, von in die Länge gezogenen Voluten umrahmt, die Platte, die den mit runden Randprofilen dekorierten Bogen trägt. Über dem Schlussbogen lehnten ursprünglich zwei symmetrisch platzierte Putti.“
Der Museums- und Kulturverein Kaisersteinbruch beauftragte 1996 die Malerin Nadia Ioan, Konservatorin der Abteilung Moderne Kunst am Nationalen Kunstmuseum Bukarest, die für den schmucklosen Altar die Kreuzigung Christi darstellte.

## Hochaltar
Der Hochaltar wurde den Heiligen Rochus und Sebastian geweiht. Zwei seitliche Steintafeln berichten – errichtet 1720 – und gegenüber, die Constructores – Elias Hügel, Johann Paul Schilck, Johann Baptist Kral, Simon Sasslaber, Franz Trumler und Joseph Winkler. Hügel erhielt als Hof-Steinmetzmeister seine Aufträge vom kaiserlichen Hofbauamt, zu dieser Zeit waren das die Wiener Karlskirche und Schloss Belvedere.

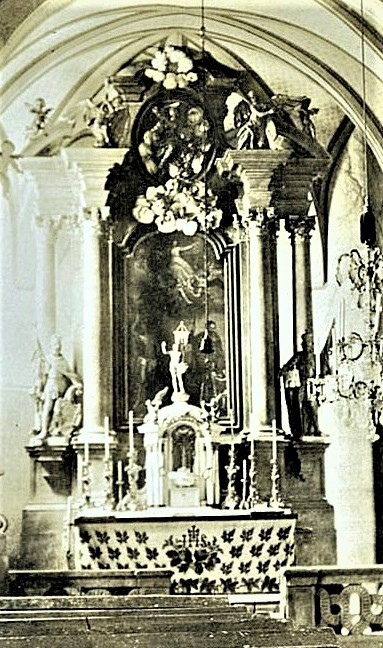
Hochaltar vor dem Krieg
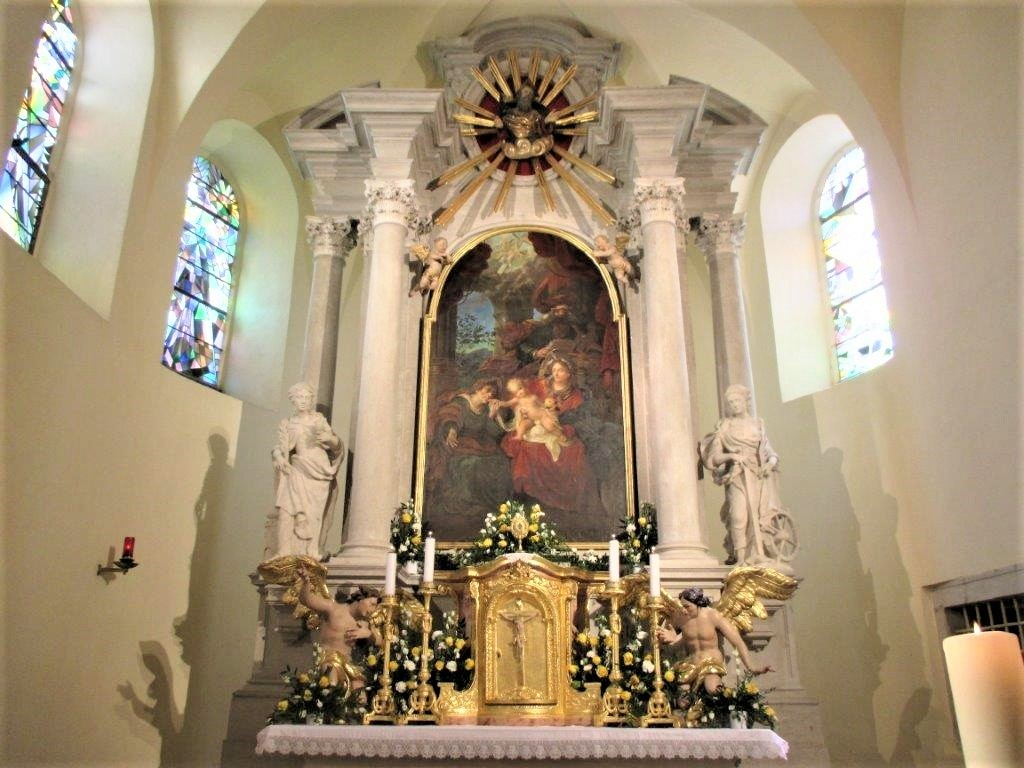
Hochaltar
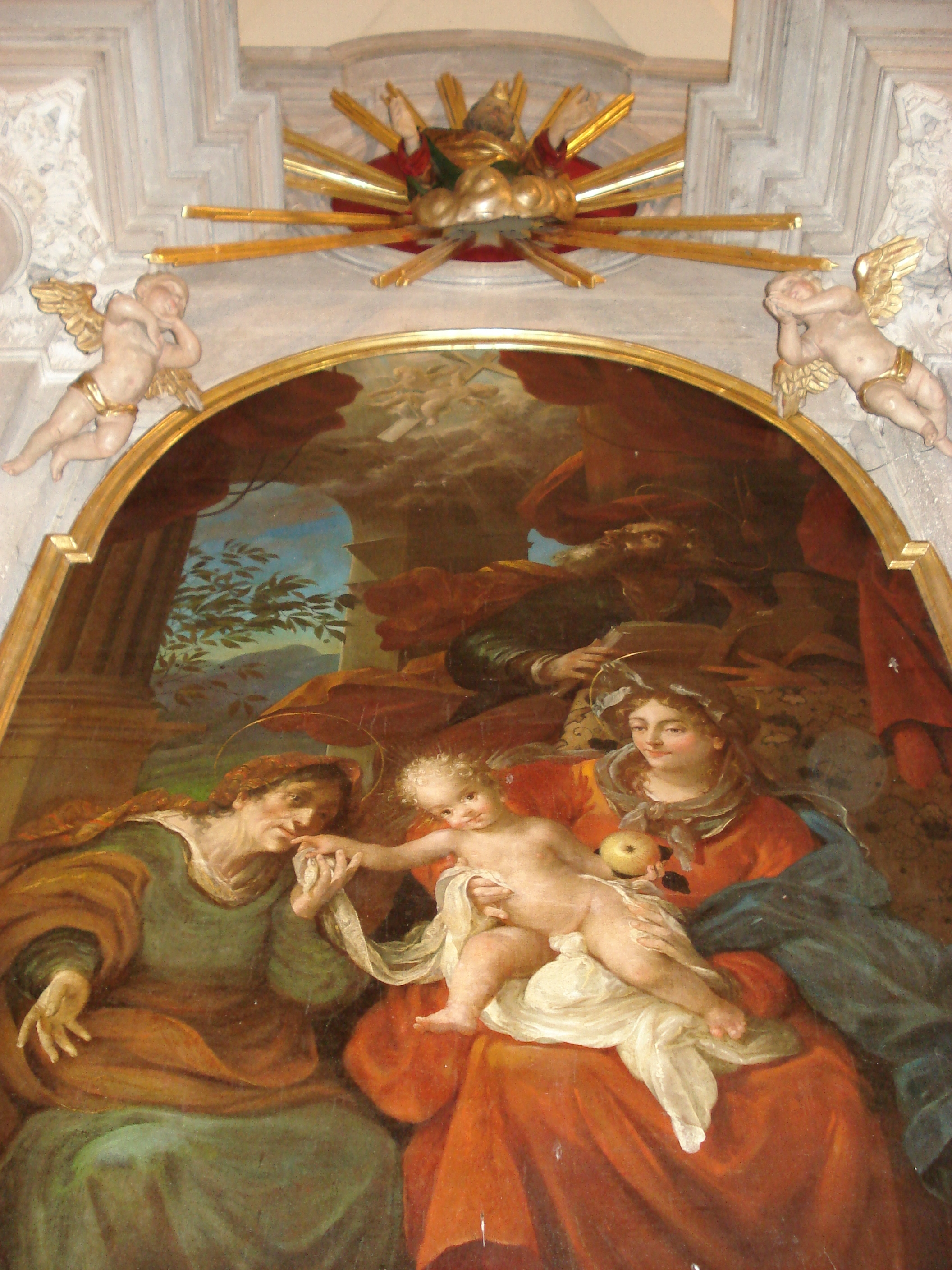
Auf den Altar hochschauend
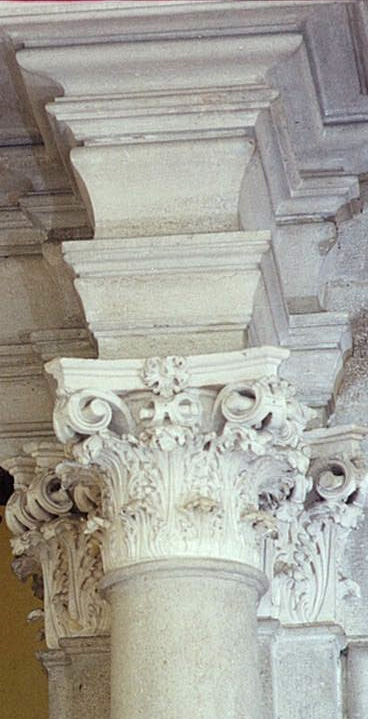
Gebälk des Hochaltares
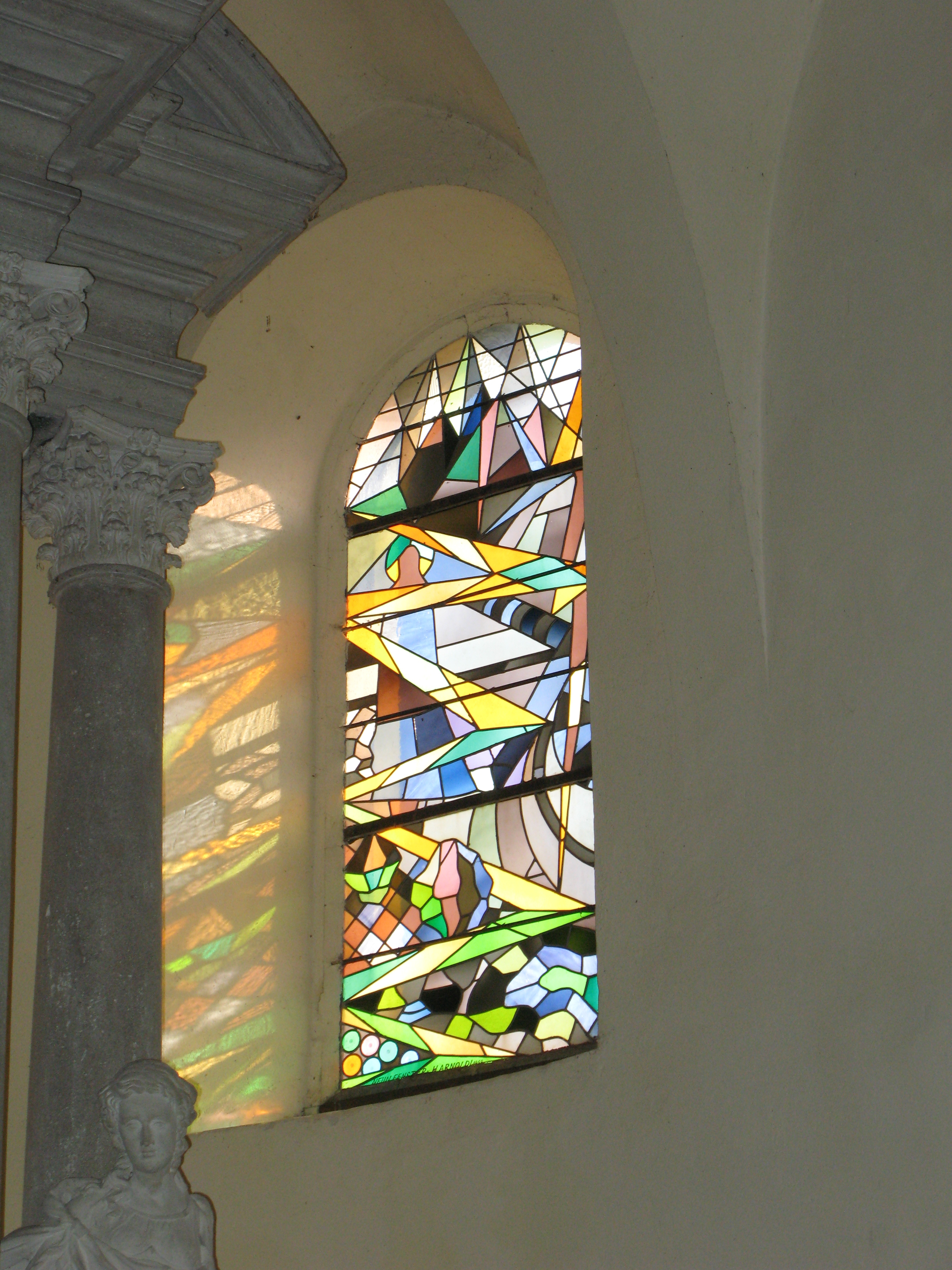
Seitlicher Lichteinfall
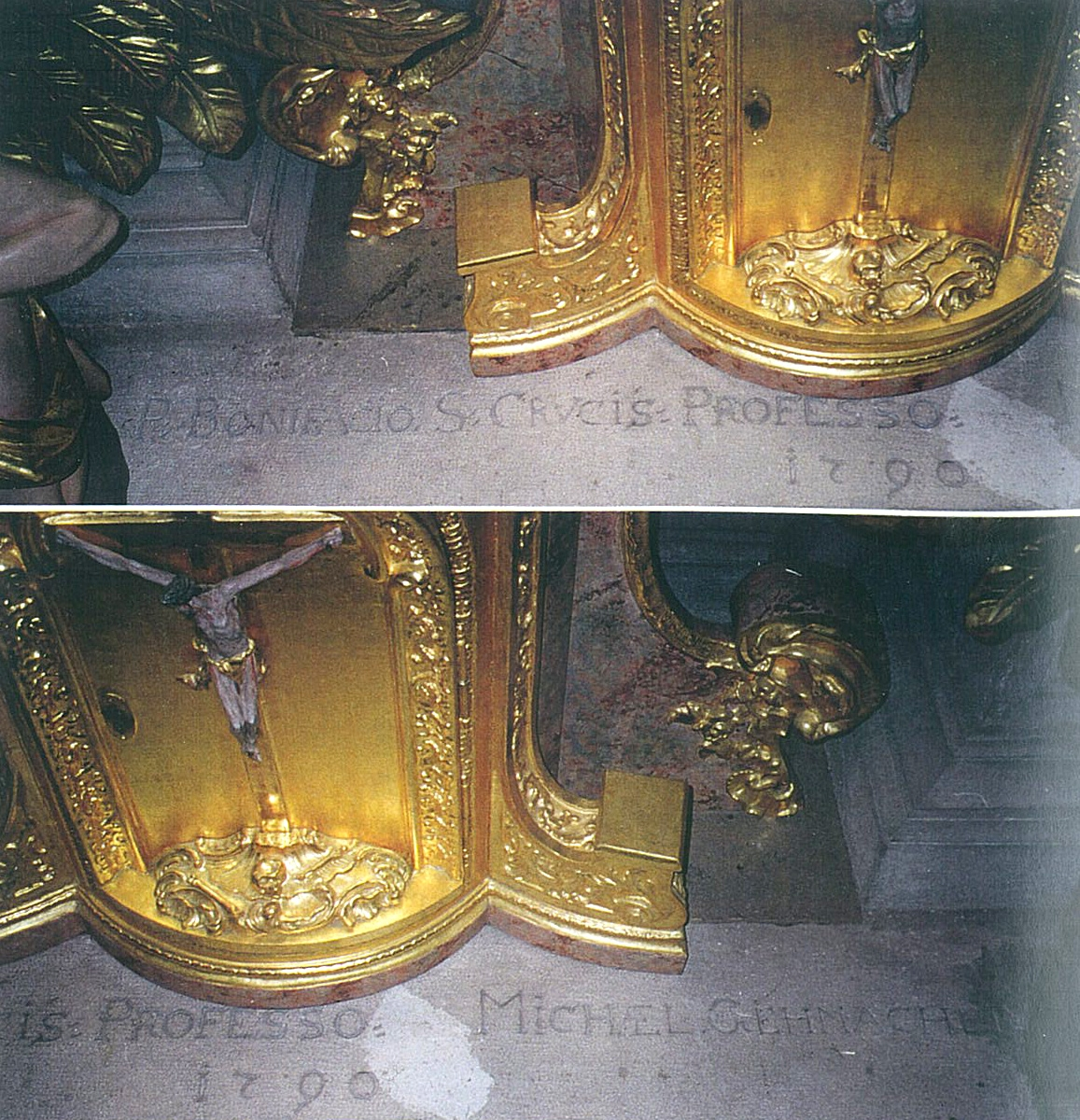
Inschrift der Mensa: P. BONIFACIO S: CRUCIS - 1790 - MICHAEL GEHMACHER

Ana-Maria Altmann: „… Auch anhand der kompositionellen Gegebenheit ist es gewiss, dass die führende Hand für den plastischen Entwurf des Altares Elias Hügel war. Dazu hat vor allem die Struktur des oberen Teiles des Altares beigetragen. Es sind die Kapitelle, die eine klassische Akanthus-Ornamentik mit einer Reihe kurzer Blätter, zwischen denen die längeren die drei sehr stark profilierten Voluten stützen. Die mittlere Volute ist kleiner, aber nicht zierlicher. Sie ragt hervor durch die oberhalb in der Rundung des Abakus großzügig gemeißelte Blume.“
„Diese Blume weist dynamische, geschwungene, ja zerfranste Umrisse auf, die dem Hochbarock angehören. Wobei dem Licht-Schatten-Spiel eine große Rolle zukommt, da es uns den Blick vom realen in den irrealen Raum ermöglicht.“
„Der ganze Überbau, der als Architrav gedacht ist, stellt eine theatralische Struktur vor, die uns in die himmlischen Sphären führen möchte. Es ist eine Abfolge, sich vor- und zurückziehender, dicht profilierter Steinblöcke. Das Tympanon fehlt (die Wandfläche, die vom Gesims eines Giebels eingefasst wird), der Bogen bleibt offen, der Blick hinauf ist frei.“
„In der Apsis dieser Kirche steht dieser Altar auch als Symbol für all das, was die barocke Kunst als ‚Ausgewogenheit zwischen irdischem und himmlischem Leben‘ bedeutet hat. Das irdische Leben (Jammertal) wird hier durch den schweren, schlichten und schmucklosen Unterbau dargestellt, der nur spärlich einige Profile und zwei Konsolen zeigt. Der himmlische – ein göttlicher – Bereich fängt mit den Kapitellen an und wurde schon oben besprochen.“
Dazwischen die hinaufragenden Säulen, als Symbol für das ewige Bestreben des Menschen auf der Suche nach Wahrheit und der Sehnsucht nach dem Paradies. Sie stehen auch als Symbol für die Natur, des stetigen Vergehens und Wiedererstehens.
„Architektonisch ist die Komposition der Säulen durch die vorhandene Breite der Apsis gegeben. Das Blickfeld wird von den Säulen des Altares geprägt. Es sind im Vorderplan zwei Säulen, die von Scheinpilastern gefolgt sind und dieselben Kapitelle tragen. Im Hintergrund, im zweiten Plan zwei freistehende Säulen, an denen heute die Statuen hll. Catharina und Barbara (früher Petrus und Paulus, die Heiligen des deutschen Steinmetzen) lehnen.“
Dieser Altar war eines der ersten Beispiele sakraler Kunst, die Elias Hügel geschaffen hat.
Zwei adorierende Altarengel von Giovanni Giuliani, einst in der Kaisersteinbrucher Kirche, befanden sich in der Purbacher Kirche und konnten im Oktober 1990 vom Museums- und Kulturverein Kaisersteinbruch zurückgekauft werden. Das heutige Altarbild wurde im Juni 1992 durch das Bemühen des Vereines und der Freundlichkeit des Dom- und Diözesanmuseums in Wien, Direktorin Sàrolta Schredl, und der Genehmigung durch Kardinal Hans Hermann Groër, als Dauerleihgabe eingebaut. (Heilige Sippe, von Franz Christoph Janneck). Weiters hat sich der Verein um die Ergänzung und Schmückung der Lünette bemüht. Gottvater in den Wolken wurde im Dorotheum Wien ersteigert, und der Strahlenkranz vom Künstler Alexandru Ciutureanu im Rahmen des Bildhauersymposiums Kaisersteinbruch angefertigt.

### 1734: Brief von Meister Hügel an Abt Robert Leeb
Den Hilfslehrer Johann Hupfer und die Altäre betreffend (ein Detail daraus):… mit dem Weihrauch weiß er kein Maß zu brauchen, sondern die Kirche dergestalt so voller Rauch, dass ihn fast beim Altar nicht sehen kann. Wodurch die Altär welche soviel gekostet, völlig verderbt werden.

## Hügel-Altar
Die Hügelkapelle war geplant als seine Grabkapelle mit Kreuzaltar und seinem Epitaph, 1738 von Elias Hügel erbaut.

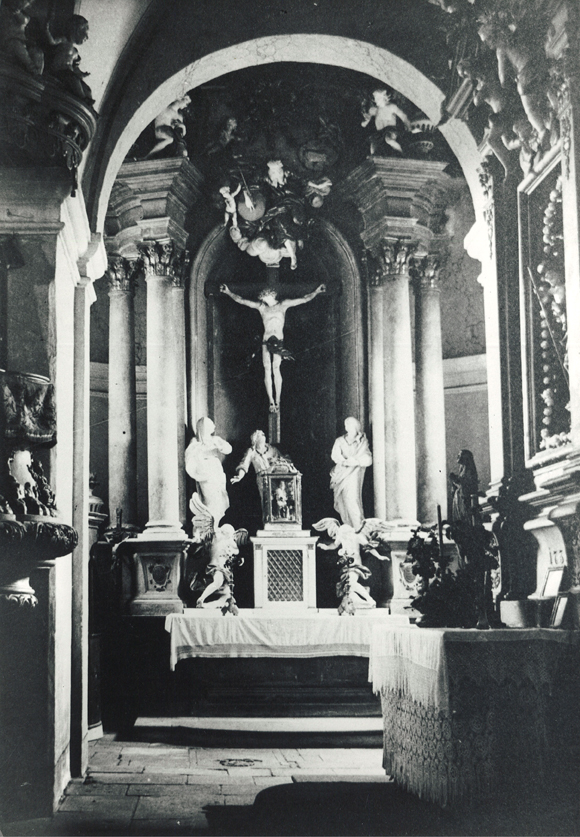
Histor. Foto Altar, im Boden das Epitaph
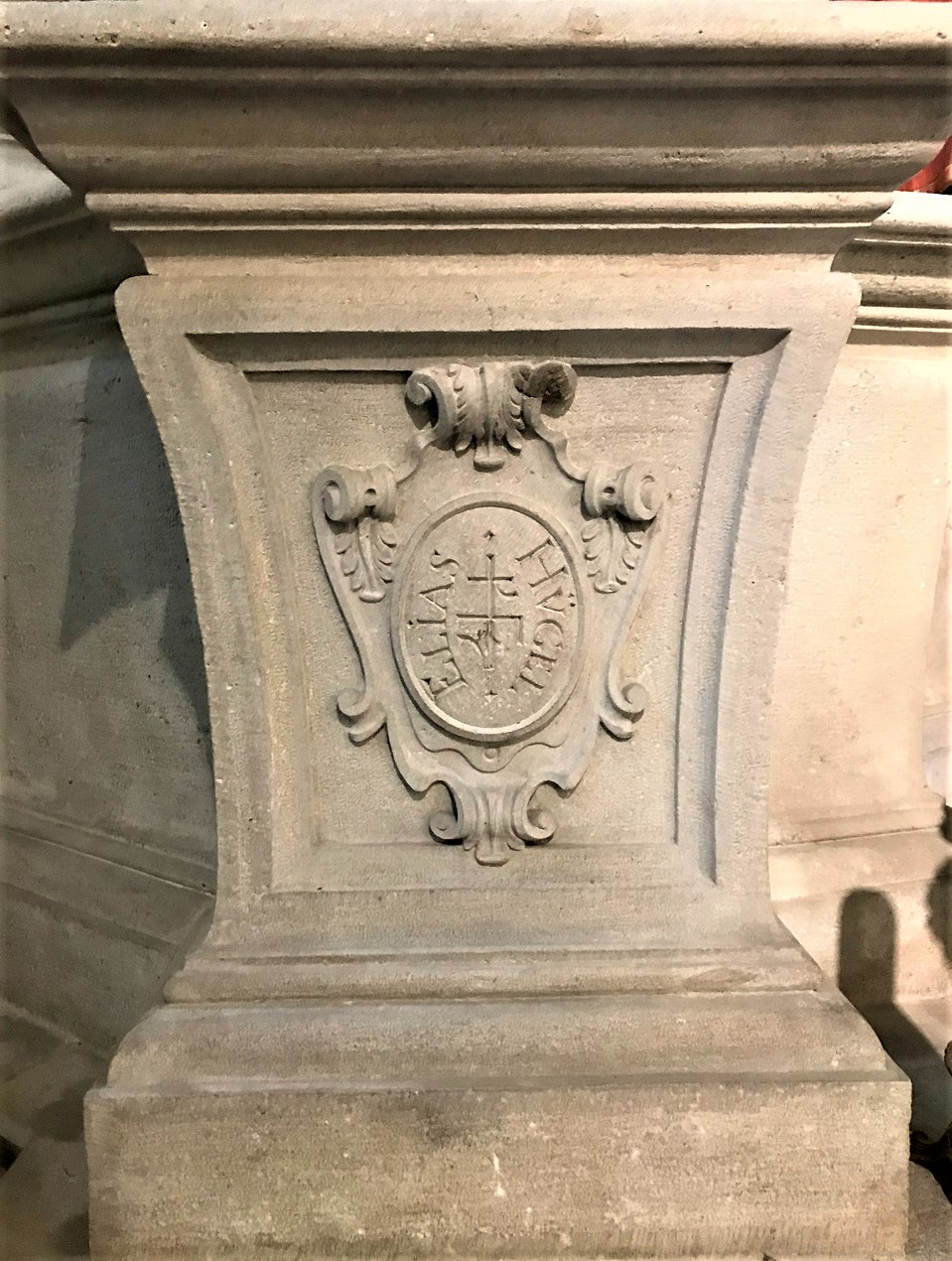
Meisterzeichen von Elias Hügel 1738
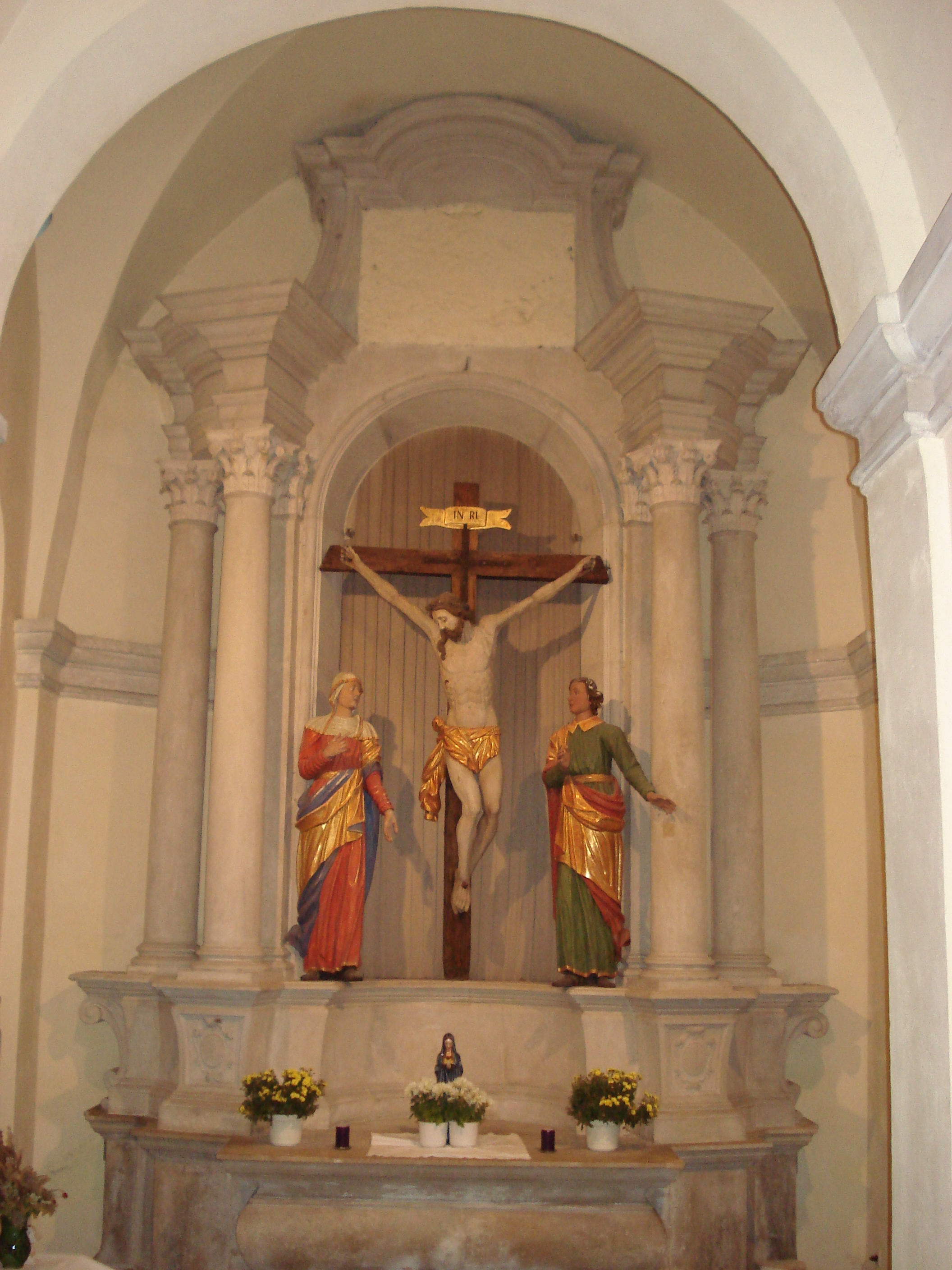
Altar mit Kreuzigungsgruppe, 19. Jh.
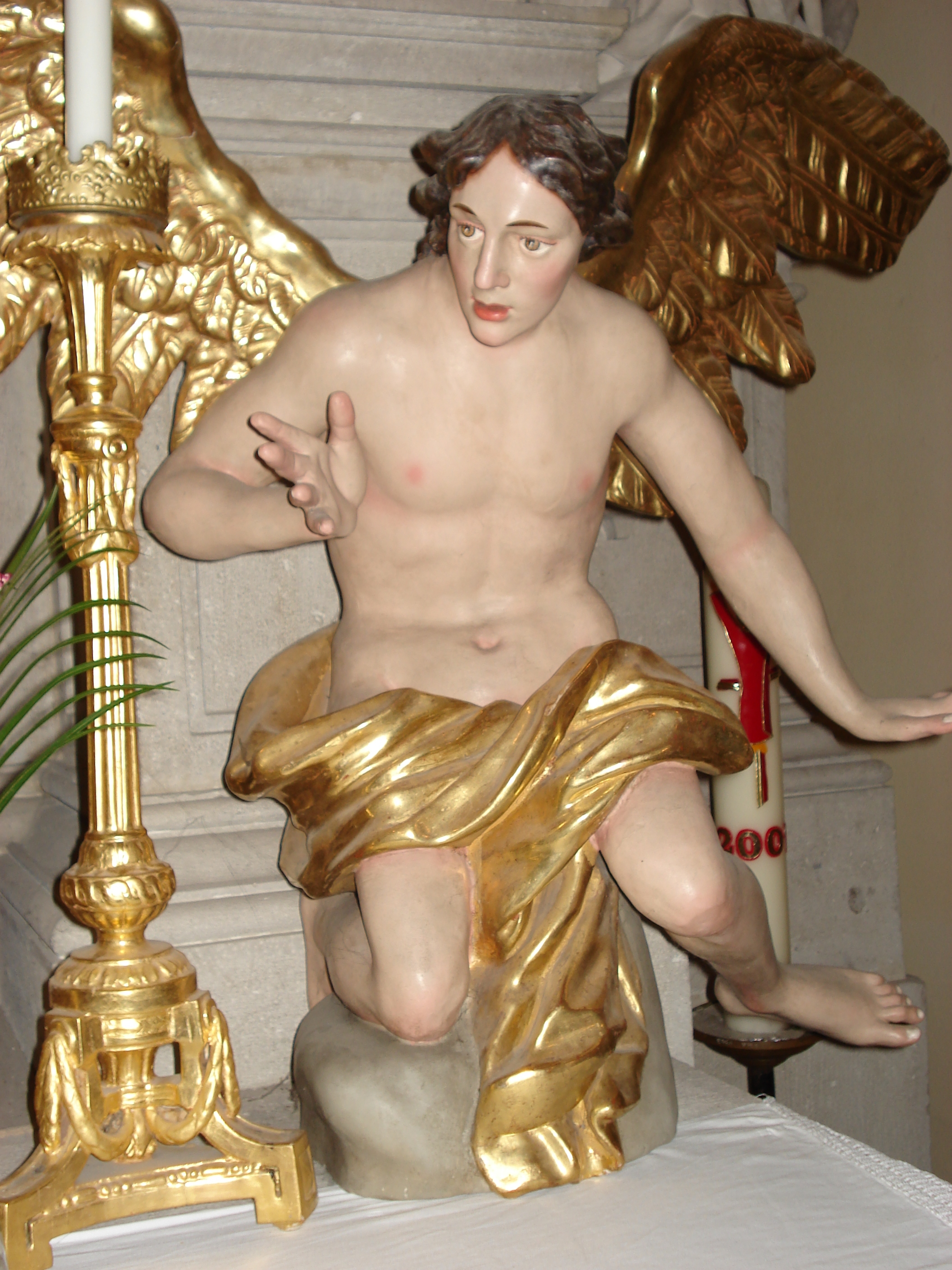
2 Altarengel Giovanni Giuliani, heute Hochaltar
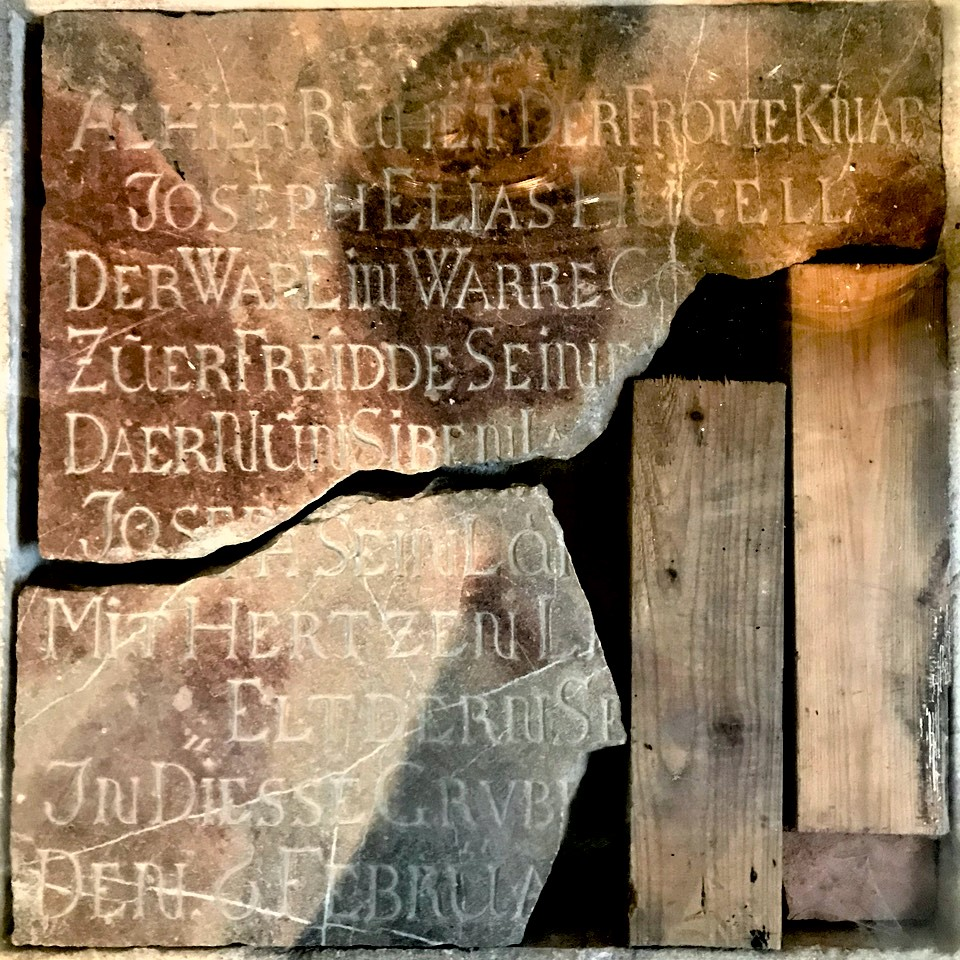
Im Altartisch: Rest Grabplatte Sohn Joseph Elias (1736–1743)

Die Lehrerin Editha Senekovitsch, 1925: „… Es sind dies der Hochaltar, vier Seitenaltäre und der in einer Seitenkapelle sich befindende, alle anderen an Pracht übertreffende Kreuzaltar, sämtliche in wundervoller Harmonie künstlerisch aus Stein gehauen und mit Heiligenstatuen und Engelsfiguren in Weiß-Gold-Technik reich verziert und geschmückt. Sie geben in beredter Sprache den Kunstsinn und auch den Reichtum der Steinmetze schon zu Beginn des 18. Jahrhunderts kund. Zugleich verkünden sie aber auch das Lob Elias Hügels, des größten Meisters …“
Steinmetzmeister Friedrich Opferkuh schreibt 1992: „… Die Altäre in Kaisersteinbruch sind Zeugen. Die Harmonie des Aufbaues und der Geist der Profile zeigen ein Gefühl für Dimensionen. Eine unbekannte Welt. Denn nur wer selbst gearbeitet hat, kann mit Strukturen richtig umgehen. Bei den Kaisersteinbrucher Altären kann man jeden Hieb sehen. Eine heute nicht mehr oft erlebte Bearbeitungslandschaft. Dadurch ein Lehrbeispiel für die Steinbearbeitung.“
Ana-Maria Altmann: „Dieser Altar ist ein Beispiel für den Einfluss der kaiserlichen Hofkunst in der Provinz. Das ganze Vokabular der barocken Plastik wird hier von Hügel meisterhaft eingesetzt – mit dem Können eines Steinmetzmeisters, der an der Wiener Karlskirche, oder an der Heiligenkreuzer Dreifaltigkeitssäule usw. großartige Leistungen gebracht hat.“
„Der Unterbau des Altares ist auf zwei Ebenen gestaltet. Der untere Teil mit einem schmalen vorderen Block und einem hinteren, breiteren, ist als Sockel für die Gesamtkomposition gedacht. Oberhalb dieses Teiles ist eine Zone, die mit ihren geschickt eingesetzten plastischen Elementen überrascht. Die äußeren Flanken des oberen Unterbau-Blocks enden mit einer langgezogenen Akoladen-Volute, deren obere Deckplatte sowohl auf der linken als auch auf der rechten Seite an die Mauer lehnt.
Mit dem Blick zur Mittelachse kommend, treffen wir symmetrisch platziert, eine sockelartige plastische Bildung, die in ihren frontalen Feldern das Steinmetzzeichen des Elias Hügel trägt. Dieses Zeichen ist wie ein Blason dargestellt. Der Außenrahmen sieht wie ein Spiegelrahmen aus – oben breiter, unten schmäler – mit dem Umriss eines Eies, dessen Rand mit Voluten und Akanthusblättern dekoriert ist. In diesem zart gemeißelten Außenrahmen befindet sich noch ein schlichterer ovaler Rahmen, in dem sich das Siegel des Elias Hügel spiegelt. Es ist ein würdiges Postament für die Säulen, die elegant in die Höhe steigen.“
Zwischen den beiden Postamenten mit dem Steinmetzzeichen (gegenüber der Hinweis auf den Unser Lieben Frauen Altar von Hügel 1732 errichtet) ist eine kalottenartige ungeschmückte plastische Form zu sehen. Der Original-Aufbau ist nicht mehr vorhanden, einzig die historische Aufnahme.
Die Säulen – zwei freistehende Voll- und eine Halbsäule – symmetrisch geordnet (auf beiden Seiten), haben am Fuß das klassische Profil – Tor, Skotia, Astragal, sind glatt und weisen Kapitelle auf, deren Ornamentik typisch für Elias Hügel ist. Sie haben drei Voluten. Diese Spiralen befinden sich auf einem langen Akanthusblatt, das gleich am Hals der Säule anfängt. Zwischen den langen Akanthusblättern stecken kürzere, die unter der Mitte des gesamten Aufbaus des Kapitells enden. Die Komposition der Akanthusblätter erinnert an das römische Komposit-Kapitell. Der Abakus ist geschwungen und trägt in der Mitte eine kleine Blume als Schlüssel. („Himmelschlüssel“)
Über den Kapitellen baut sich eine hohe plastische Architektur auf – mit nach vor, oder nach hinten gezogenen, eckigen Profilen, die als Postamente für die ursprünglichen Putten und Vasen galten. Zwischen den Säulen bildet Hügel einen perspektivisch profilierten Bogen, in dem die Originalfiguren (nicht mehr vorhanden) der Kreuzigung standen.
Den Abschluss für den sehr dynamisch gestalteten Altar findet Hügel in einer theatralischen Darstellung des himmlischen Lebens. Er wählte für den oberen Bereich des Altares die Figur Gottvater in den Wolken (auch nicht mehr vorhanden). Aus der ganzen barocken Szenerie bleibt uns heute der Hintergrund – eine übereinander gelagerte Hintergrundplatte mit einem runden Bogen als Abschluss.
Der Kunsthistoriker Alfred Schmeller: „Hier wurde an Stelle der zerstörten steinernen Kreuzigungsgruppe die hölzerne, 1964 restaurierte, von der Außenwand stammende Gruppe aufgestellt. Kreuzigungsgruppe mit Maria und Johannes, etwa lebensgroß, 19. Jahrhundert, bäuerliche, doch gute Arbeit, auf INRI-Tafel „A.B. 1894“. Originalfassung mit rosa Inkarnat als Basis für die neue Fassung. Über der Originalfassung war grünlicher Anstrich. Lendentuch und Strick sowie Tafel waren ursprünglich vergoldet.“